# Championnat de France des rallyes
Pour les articles homonymes, voir CFR.
Navigation
Le Championnat de France des rallyes (CFR) est la compétition de rallye automobile de plus haut niveau organisée par la Fédération française du sport automobile (FFSA). Deux championnats de France distincts se côtoient, l'un sur asphalte en neuf manches et l'autre sur terre en sept manches.

## Histoire
Le début de l'ère moderne du Championnat de France des rallyes est fixée à 1967 par la refonte du championnat et la création alors du Challenge Claude Storez: un seul champion, et disparition définitive des indices correcteurs et des classements à handicap.

## Le rallye en France
La compétition routière la plus populaire reste le rallye automobile. En France, les équipages ont à leur disposition plusieurs centaines d’épreuves régionales et nationales, regroupées au sein de la Coupe de France. En fin d’année, les meilleurs pilotes de chaque comité régional sont invités à disputer une finale nationale qui change de région chaque année.

## Palmarès

### Galerie des vainqueurs

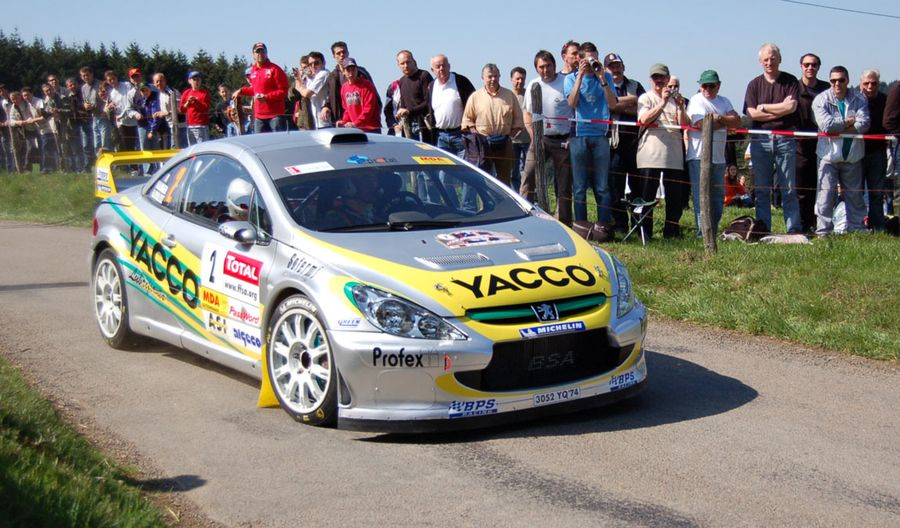
Nicolas Vouilloz en 2006.
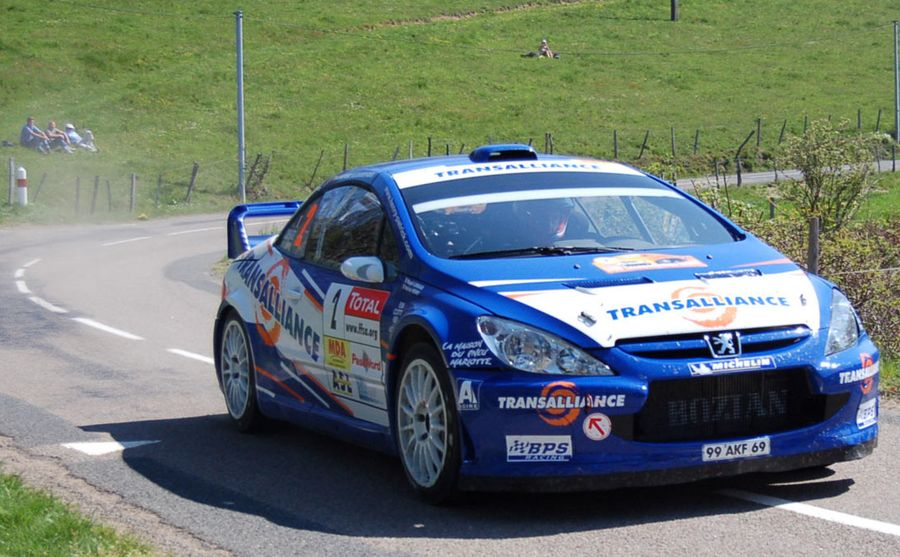
Patrick Henry en 2007.
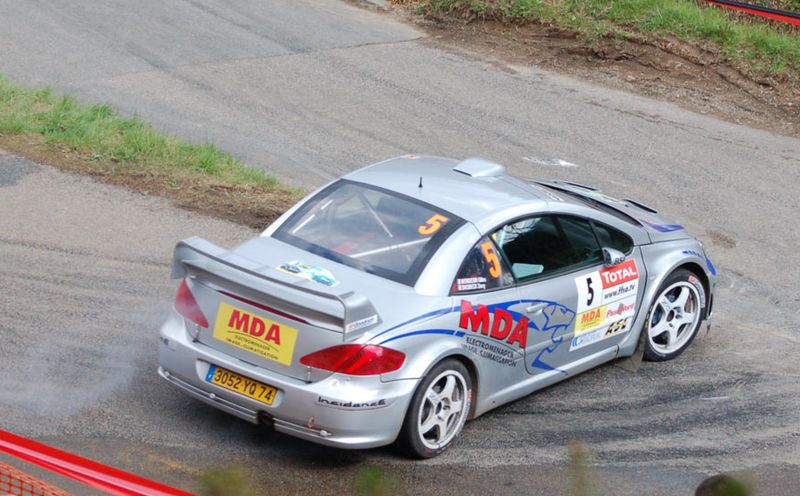
Dani Snobeck en 2008.
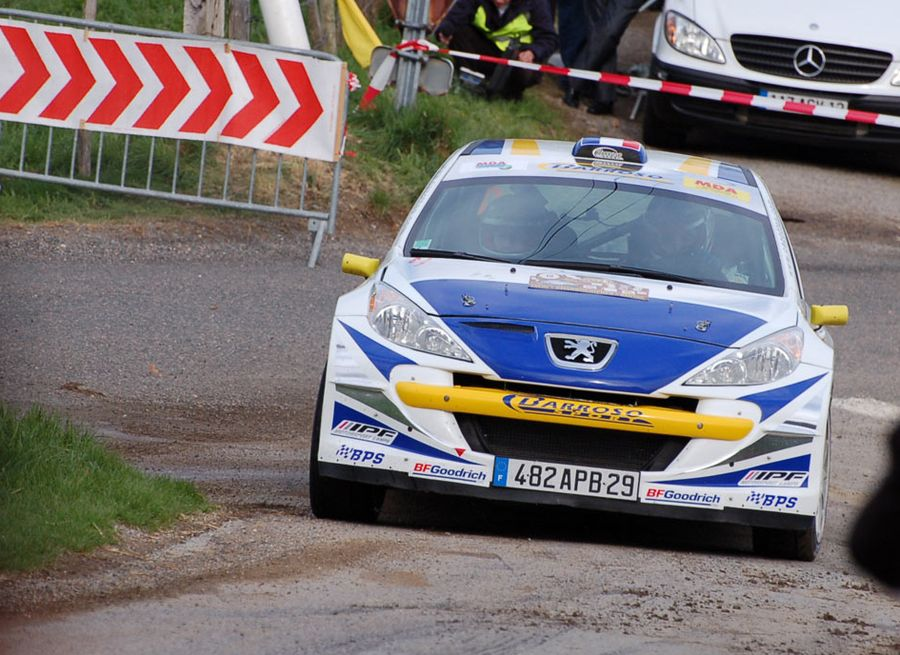
Guillaume Canivenq en 2009.
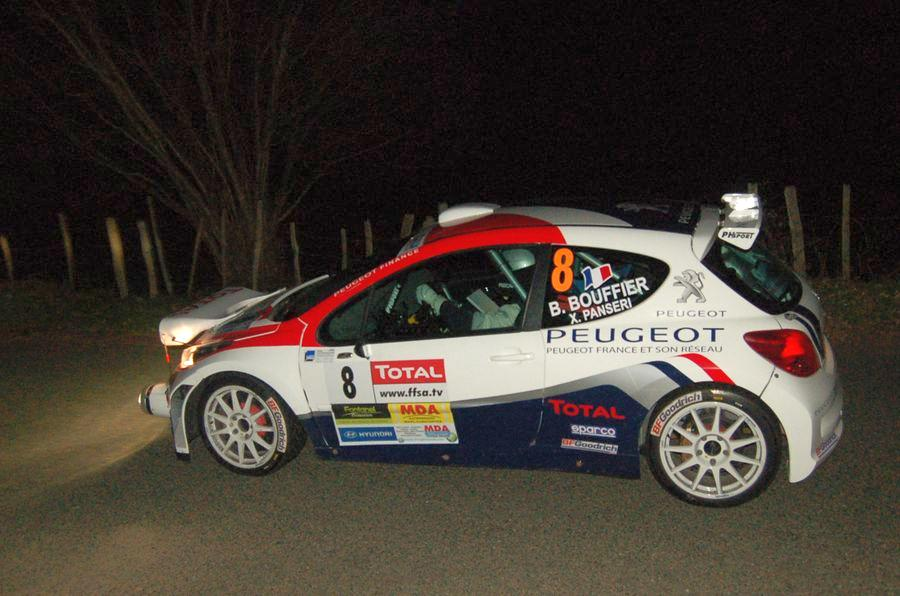
Bryan Bouffier en 2010.
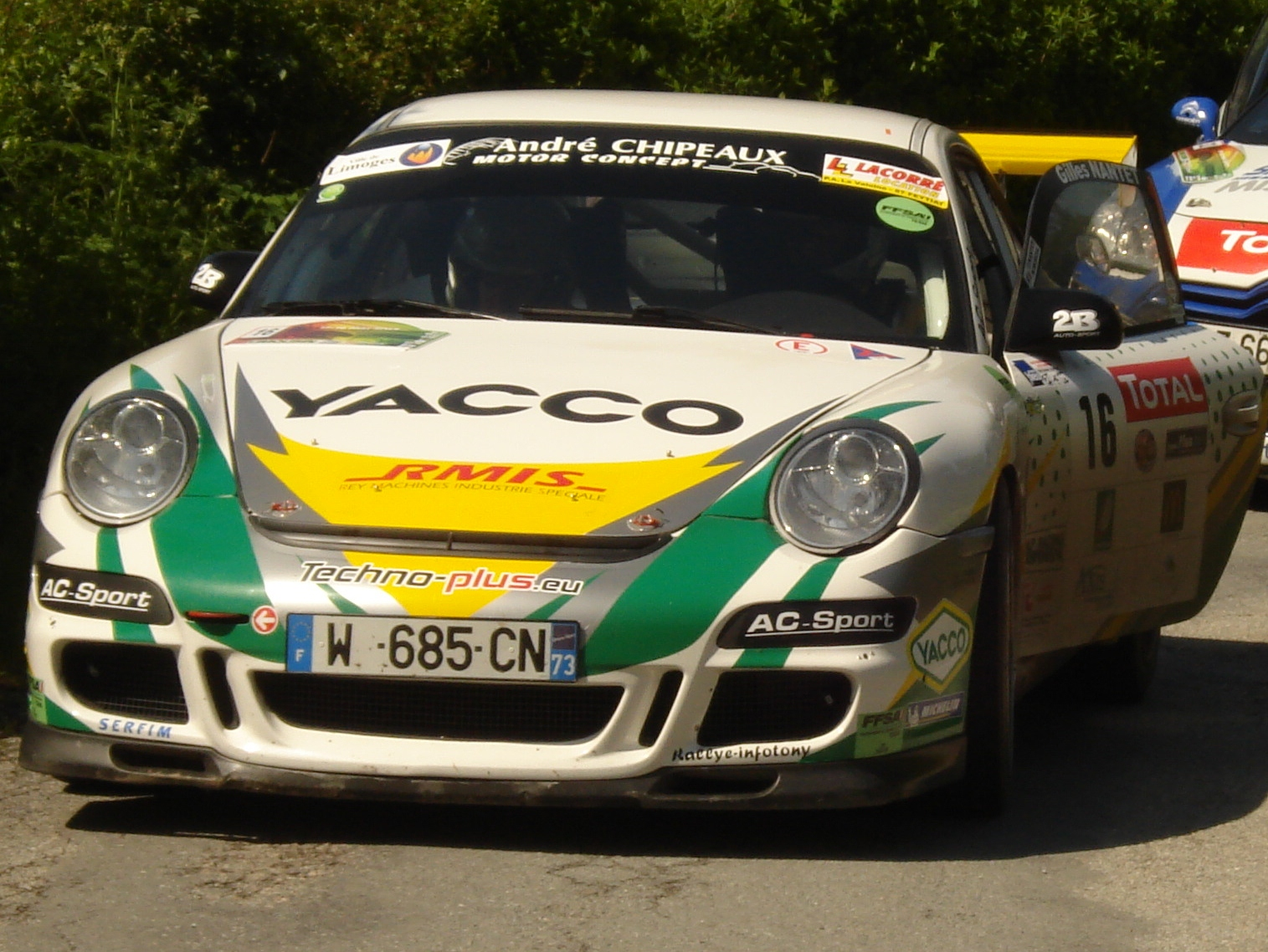
Gilles Nantet en 2011.
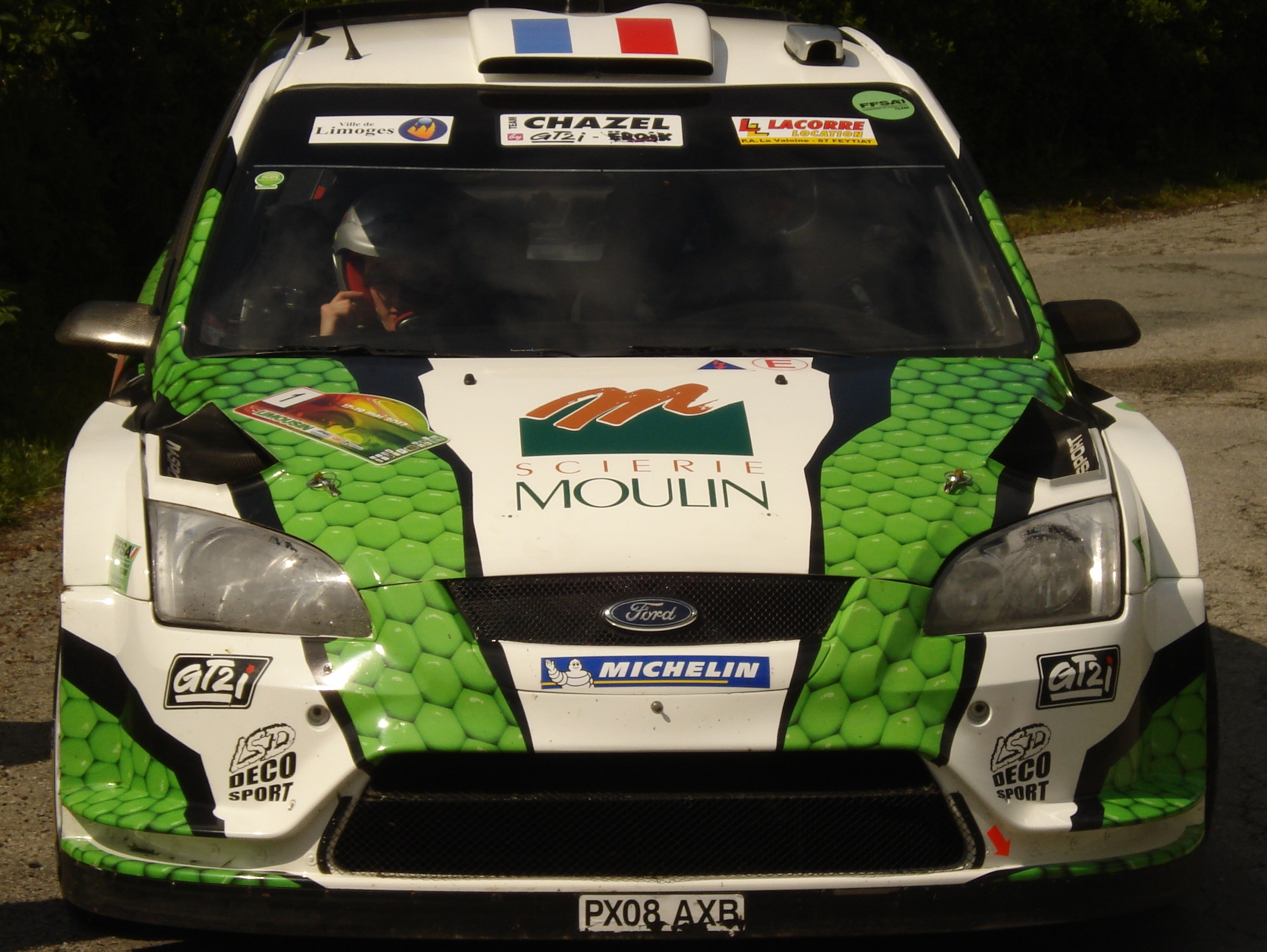
Jean-Marie Cuoq en 2012.
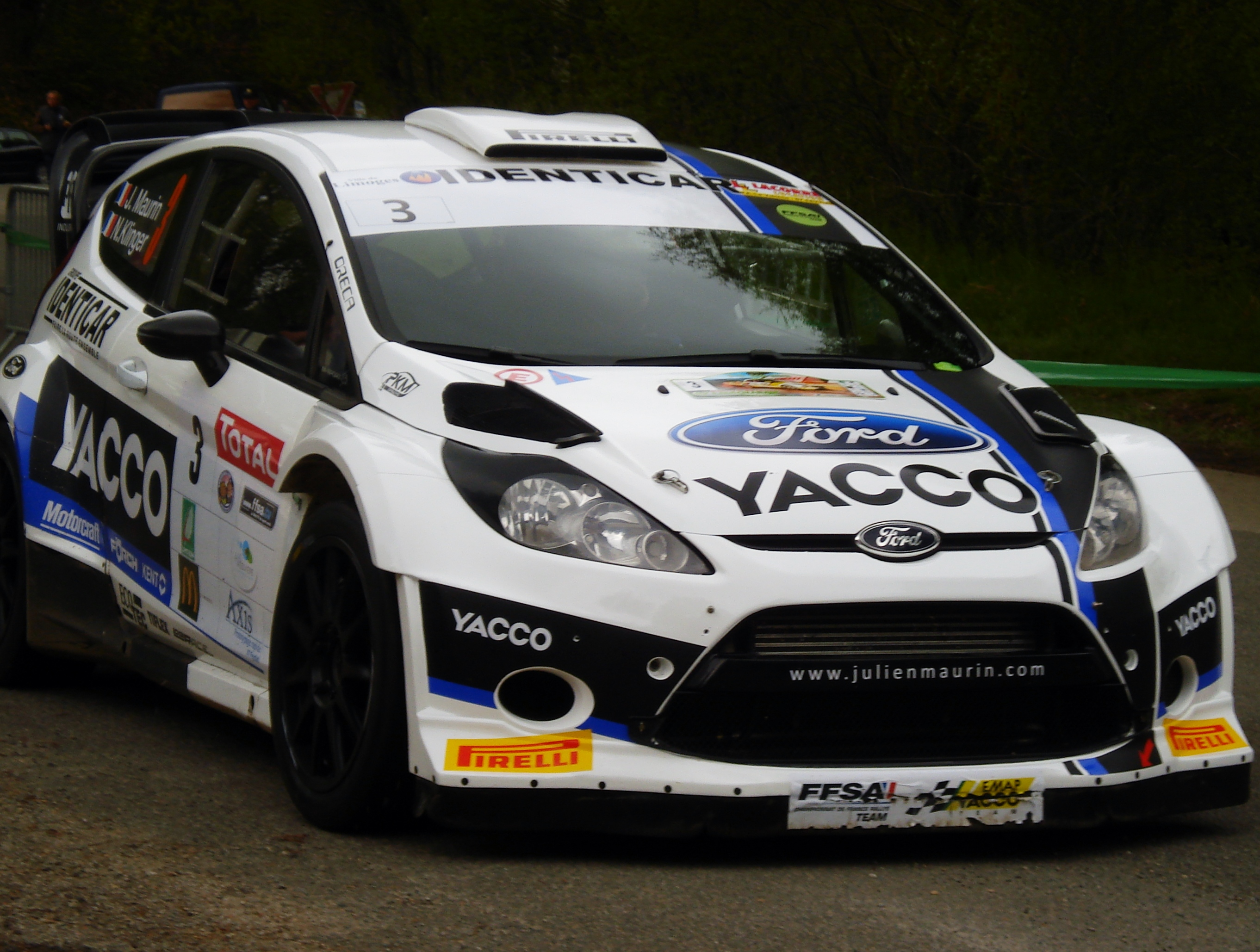
Julien Maurin en 2013.
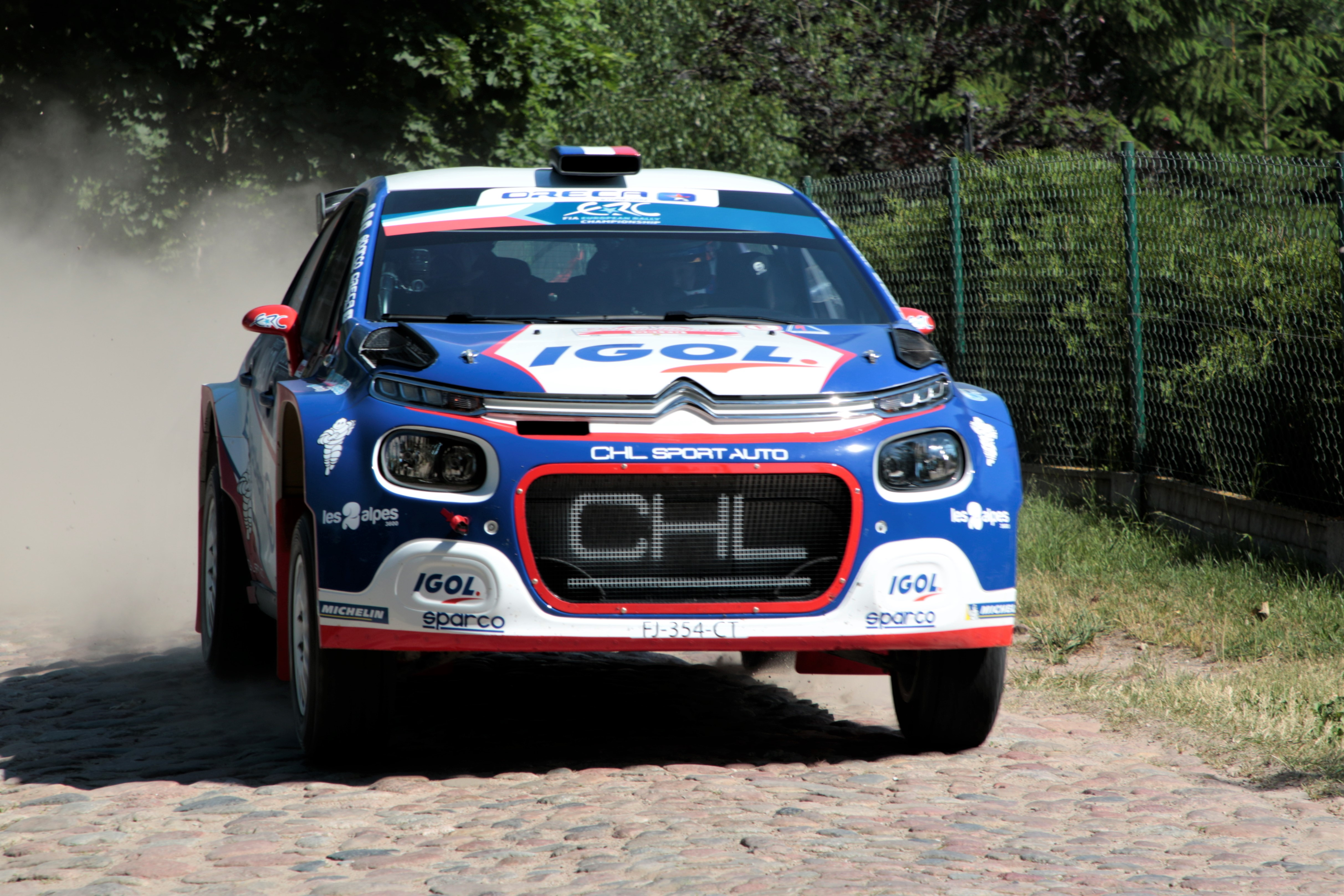
Yoann Bonato en 2017,2018, 2020,2021 et 2023.

### Champions de France

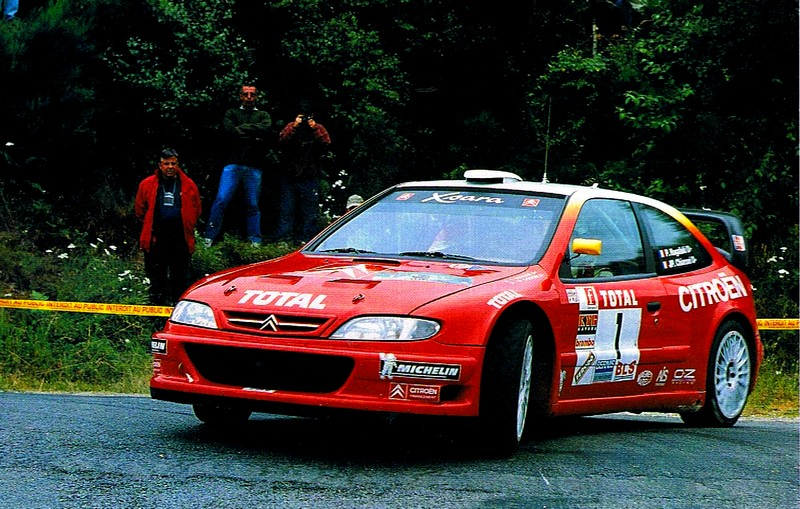
Philippe Bugalski en 2000.

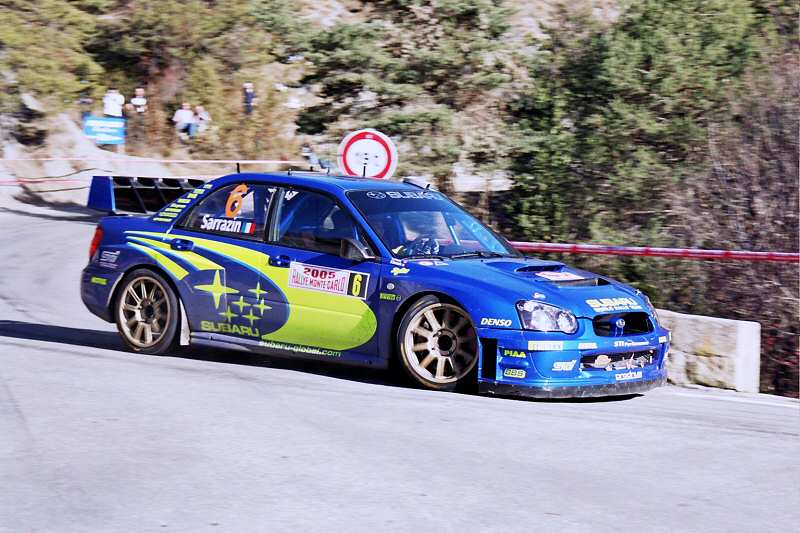
Stéphane Sarrazin en 2004.

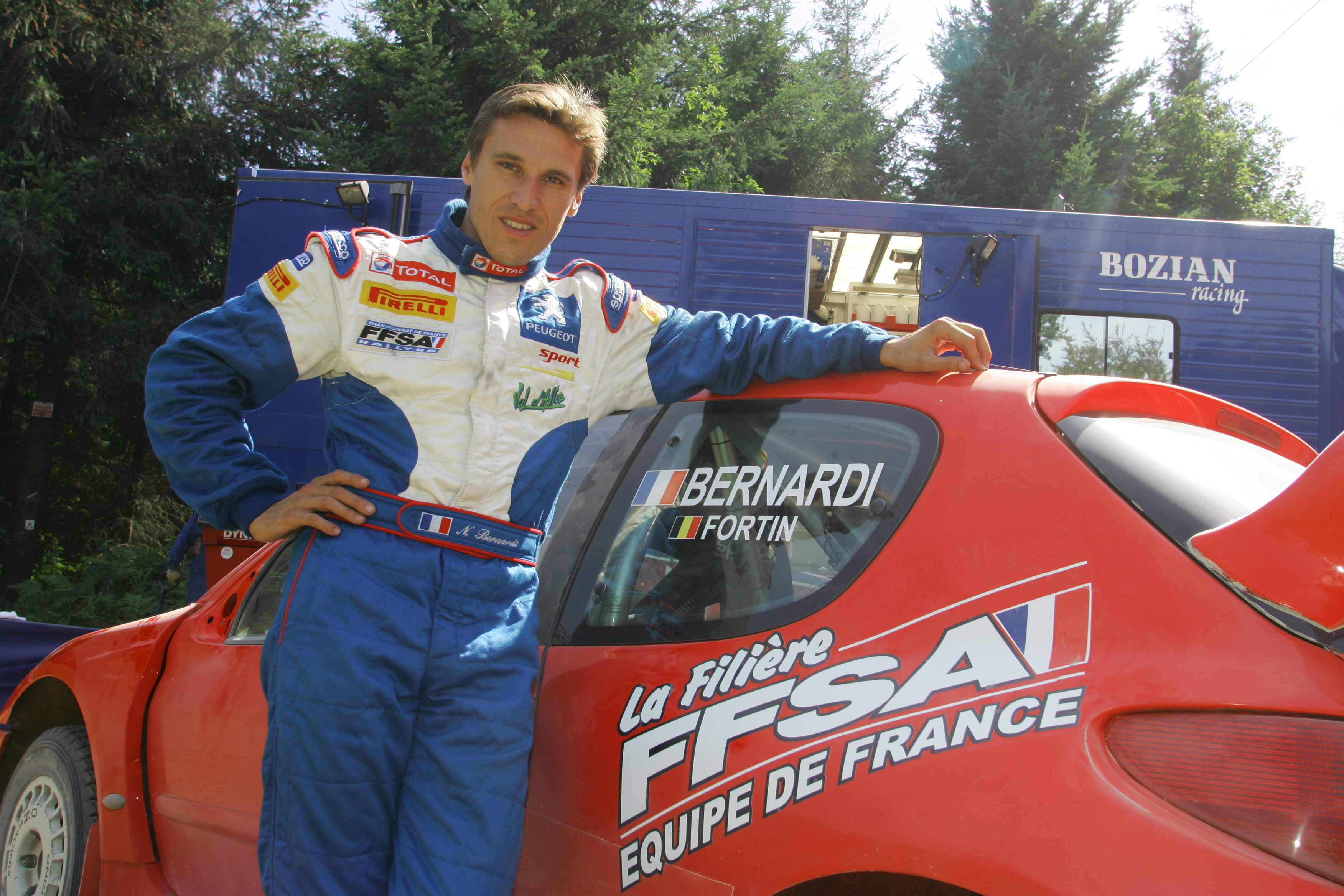
Nicolas Bernardi en 2005.

| Année                                                            | Cat.       | Champion              | Voiture                     | Groupe      | Classe |
| ---------------------------------------------------------------- | ---------- | --------------------- | --------------------------- | ----------- | ------ |
| 2000                                                             | —          | Philippe Bugalski (3) | Citroën Xsara T4            | FRC         | /      |
| 2001                                                             | —          | Sébastien Loeb        | Citroën Xsara Kit-Car (3)   | A           | 7      |
| 2002                                                             | Asphalte   | Benoît Rousselot      | Subaru Impreza WRC          | A           | 8      |
| 2002                                                             | Super 1600 | Brice Tirabassi       | Citroën Saxo S1600          | A           | 6      |
| 2003                                                             | Asphalte   | Alexandre Bengué      | Peugeot 206 WRC             | A           | 8      |
| 2003                                                             | Super 1600 | Simon Jean-Joseph     | Renault Clio S1600          | A           | 6      |
| 2004                                                             | —          | Stéphane Sarrazin     | Subaru Impreza WRC (2)      | A           | 8      |
| 2005                                                             | —          | Nicolas Bernardi      | Peugeot 206 WRC (2)         | A           | 8      |
| 2006                                                             | —          | Nicolas Vouilloz      | Peugeot 307 CC WRC          | A           | 8      |
| 2007                                                             | —          | Patrick Henry[1]      | Peugeot 307 CC WRC          | A           | 8      |
| 2008                                                             | —          | Dany Snobeck          | Peugeot 307 CC WRC (3)      | A           | 8W     |
| 2009                                                             | —          | Guillaume Canivenq    | Peugeot 207 S2000           | A           | 7S     |
| 2010                                                             | —          | Bryan Bouffier        | Peugeot 207 S2000 (2)       | A           | 7S     |
| 2011                                                             | —          | Gilles Nantet         | Porsche 911 GT3 996 Cup     | GT+         | 16     |
| 2012                                                             | —          | Jean-Marie Cuoq       | Ford Focus RS WRC           | A           | 8W     |
| 2013                                                             | —          | Julien Maurin         | Ford Fiesta RS WRC          | A           | 8W     |
| 2014                                                             | —          | Julien Maurin (2)     | Ford Fiesta RS WRC (2)      | A           | 8W     |
| 2015                                                             | —          | Jean-Marie Cuoq (2)   | Citroën C4 WRC              | A           | 8W     |
| 2016                                                             | —          | Sylvain Michel        | Škoda Fabia R5 (en)         | R           | 5 (en) |
| 2017                                                             | —          | Yoann Bonato          | Citroën DS3 R5              | R           | 5      |
| 2018                                                             | —          | Yoann Bonato          | Citroën C3 R5 (en)          | R           | 5      |
| 2019                                                             | —          | Yohan Rossel          | Citroën C3 R5               | R           | 5      |
| 2020                                                             | —          | Yoann Bonato          | Citroën C3 R5               | R           | 5      |
| 2021                                                             | —          | Yoann Bonato          | Citroën C3 R5 (4)           | R           | 5      |
| 2022                                                             | —          | Quentin Giordano      | Volkswagen Polo GTI R5 (en) | R           | 5      |
| 2023                                                             | —          | Yoann Bonato (5)      | Citroën C3 Rally2 (en)      | Rally2 (en) |        |
| 2024                                                             | —          | Léo Rossel            | Citroën C3 Rally2           | Rally2      |        |
| 1. Champion sur tapis vert après l'exclusion de Jean-Marie Cuoq. |            |                       |                             |             |        |
| Sources,                                                         |            |                       |                             |             |        |

### Trophée des Aspirants (première année de licence)
N.B. : La fédération ayant scindé les classements par discipline (Rallye, Montagne, Circuit…) à partir de 1967, les titres 1965 et 1966 n'étaient donc pas exclusivement réservés au rallye.
- 1965 : Jean-Claude Andruet (Renault 8 Gordini) ;
- 1966 : Robert Cantatore (Simca 1500) ;
- 1967 : Vincent River (Simca 1500).

### Critérium National des Rallyes
Le Critérium National des Rallyes est le championnat D2 de l'époque.
- 1968 : Jean Egretaud (Porsche 911S) ;
- 1969 : Claude Charpentier (Renault 8 Gordini) ;
- 1970 : Jean-Louis Clarr (Opel Kadett Coupé Rallye 1900) ;
- 1971 : Roland Fiat (Opel Ascona A SR + Opel Kadett Coupé)[5] ;
- 1972 : Michel Alibelli (Alpine Renault A110 1600) ;
- 1973 : Philippe Renaudat (Coupé CG Simca 2200).

### Champion de France des rallyes «amateurs»
Il possède l'appellation de « Trophée Férodo » de 1997 à 2001, puis « Trophée Michelin » de 2004 à 2006, suivi de « Trophée BF Goodrich » de 2007 à 2010, pour revenir depuis à l'appellation de « Trophée Michelin ». Ouvert aux pilotes exclusivement équipés par le manufacturier Michelin, le classement du Trophée est scindé en deux catégories qui marquent chacune leurs points: Premium réservée aux voitures des groupes R5 / Rally2 / Rally2 kit / RGT / FRGT et Amateurs pour les autos des autres catégories et classes. En fin de saison, le titre de Vainqueur du Classement Promotion/Trophée Michelin est décerné au pilote ayant cumulé le plus grand nombre de points. Le pilote Amateurs le mieux classé au Trophée Michelin se voit offrir un rallye du Championnat de France au volant d’une voiture de la catégorie Rally2,.

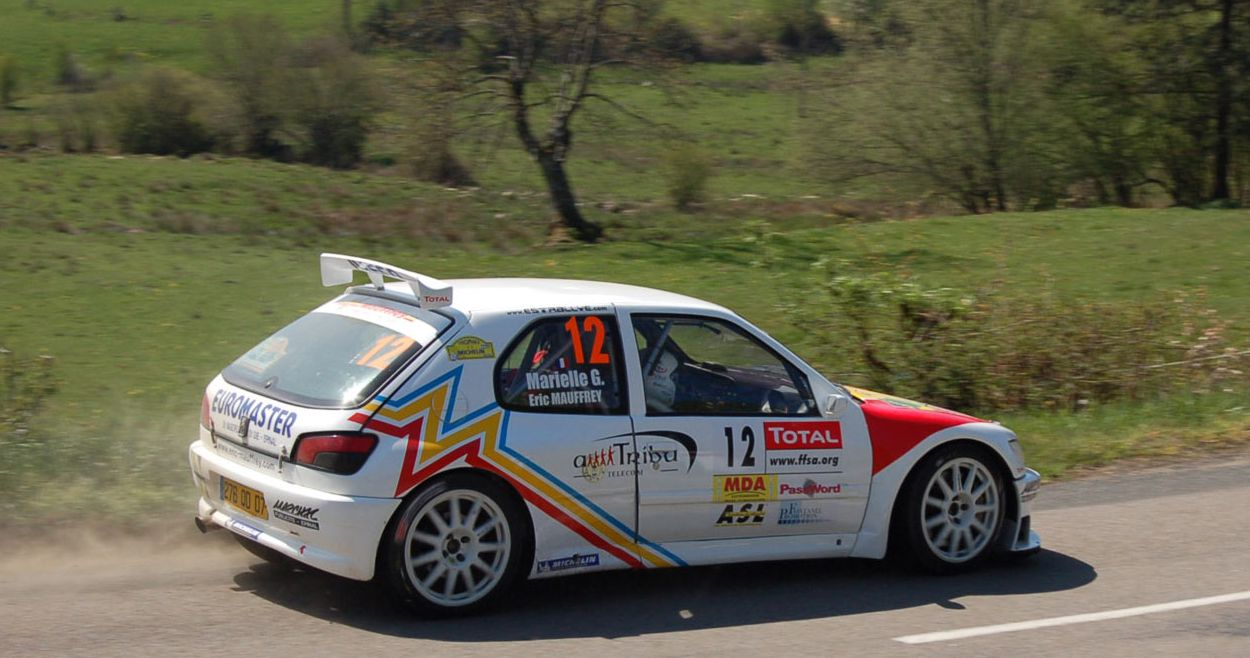
Éric Mauffrey en 2007.

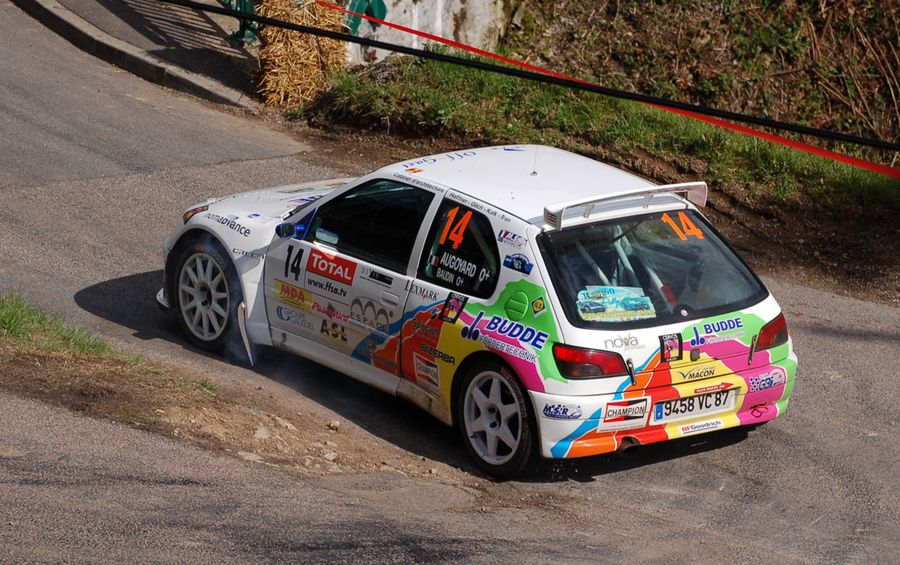
Arnaud Augoyard en 2008.

| 2000                                   | Pascal Enjolras                        | Peugeot 306 Maxi                                    |
| 2001                                   | Gérard Maurin                          | Ford Escort RS Cosworth                             |
| 2002 et 2003 : pas de Championnat      |                                        |                                                     |
| 2004                                   | Patrick Rouillard                      | Toyota Celica GT4                                   |
| 2005                                   | Pascal Enjolras                        | Peugeot 306 Maxi                                    |
| 2006                                   | Éric Mauffrey                          | Subaru Impreza                                      |
| 2007                                   | Éric Mauffrey                          | Peugeot 306 Maxi                                    |
| 2008                                   | Arnaud Augoyard                        | Peugeot 306 Maxi                                    |
| 2009                                   | Guillaume Canivenq *                   | Peugeot 207 S2000                                   |
| 2010                                   | Ludovic Gal                            | Peugeot 207 S2000                                   |
| 2011                                   | Gilles Nantet *                        | Porsche GT3 996 Cup                                 |
| 2012                                   | Gilles Nantet                          | Porsche GT3 997 Cup                                 |
| 2013                                   | Gilles Nantet                          | Porsche GT3 997 Cup                                 |
| 2014                                   | Gilles Nantet                          | Porsche GT3 997 Cup                                 |
| 2015                                   | Éric Mauffrey                          | Peugeot 208 T16                                     |
| 2016                                   | Pierre Roché                           | Škoda Fabia R5 (en)                                 |
| 2017                                   | Patrick Rouillard                      | Porsche 997 GT3 RS 3.8                              |
| 2018                                   | Pierre Roché                           | Škoda Fabia R5                                      |
| 2019                                   | Cédric Robert                          | Citroën DS3 R3                                      |
| 2020                                   | Éric Mauffrey                          | Škoda Fabia R5 Evo (en)                             |
| 2021                                   | Quentin Giordano ex æquo Cédric Robert | Volkswagen Polo GTI R5 (en) — Alpine A110 Rally RGT |
| 2022                                   | Quentin Giordano *                     | Volkswagen Polo GTI R5                              |
| 2023                                   | Éric Camilli                           | Citroën C3 Rally2 (en)                              |
| 2024                                   | Éric Camilli                           | Hyundai i20 N Rally2 (en)                           |
| * : Pilote amateur champion de France. |                                        |                                                     |

### Champion de France des rallyes deux roues motrices
| Année | Champion        | Voiture                                   |
| ----- | --------------- | ----------------------------------------- |
| 2020  | Emmanuel Guigou | Alpine A110 Rally RGT/Renault Clio RS R3T |
| 2021  | Romain Di Fante | Renault Clio Rally5                       |
| 2022  | Cédric Robert   | Alpine A110 Rally RGT                     |
| 2023  | Raphaël Astier  | Alpine A110 Rally RGT                     |
| 2024  | Cédric Robert   | Alpine A110 Rally RGT                     |

### Champion de France des rallyes2eDivision
| Année                               | Champion                 | Voiture                              |
| ----------------------------------- | ------------------------ | ------------------------------------ |
| 2000 à 2014 : Championnats annulés. |                          |                                      |
| 2015                                | Éric Brunson             | Ford Fiesta RS WRC                   |
| 2016                                | Mickaël Lobry            | Mitsubishi Lancer Evolution X R4     |
| 2017                                | Jean-Charles Beaubelique | Citroën DS3 WRC                      |
| 2018                                | Benoît Vaillant          | Citroën DS3 WRC / Citroën C3 R5 (en) |
| 2019                                | Eddy Lemaître            | Škoda Fabia R5 (en)                  |
| 2020                                | Paul Alerini             | Škoda Fabia R5 Evo (en)              |
| 2021                                | Alain Foulon             | Citroën DS3 WRC                      |
| 2022                                | Eddy Lemaître            | Škoda Fabia Rally2 evo (en)          |
| 2023                                | Eddy Lemaître            | Škoda Fabia Rally2 evo               |
| 2024                                | Jordan Berfa             | Hyundai i20 R5 (en)                  |

### Champion de France des rallyes «Terre»
- Lors de la première saison (et à son retour en 1985), le titre de Coupe de France des rallyes sur terre est alors employé.

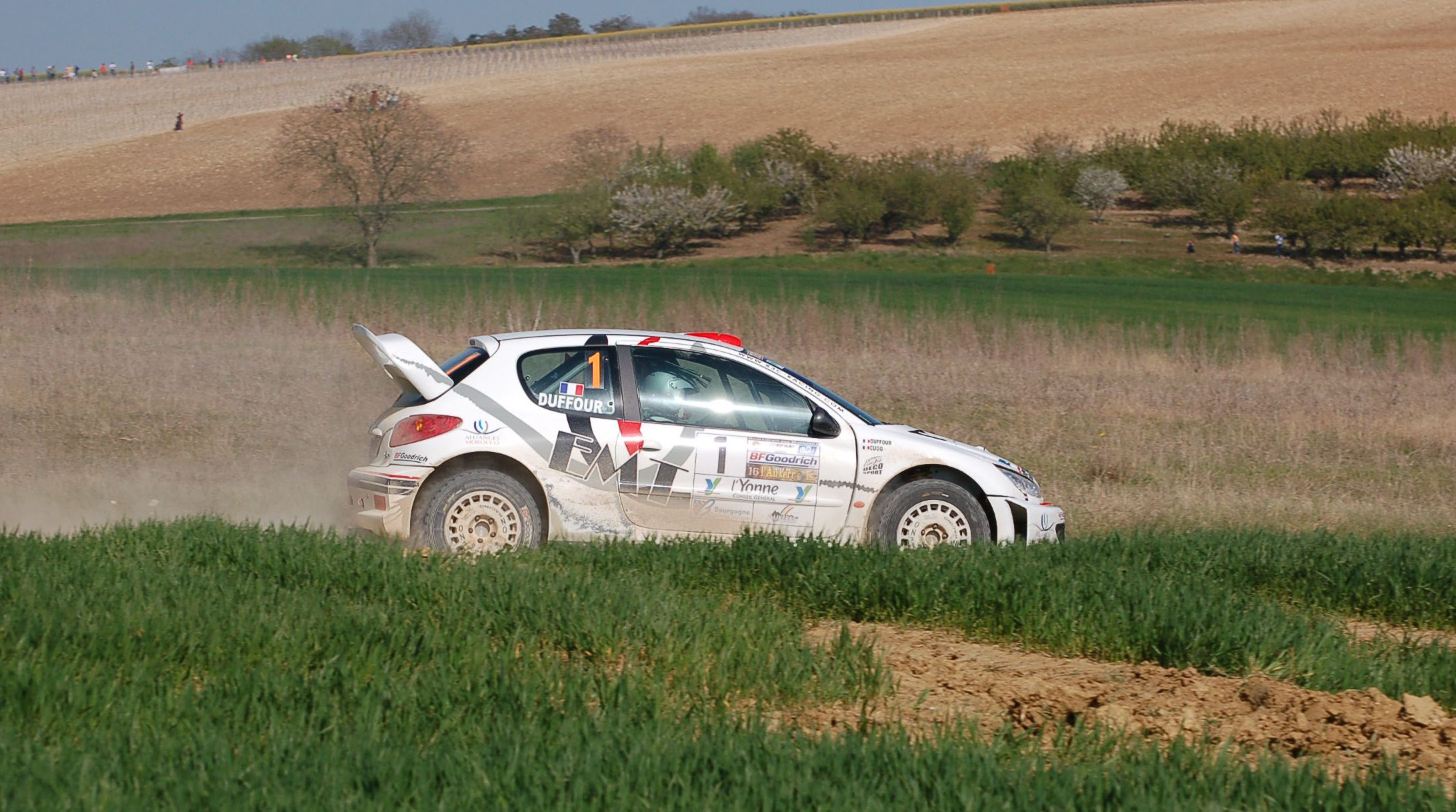
Jean-Marie Cuoq en 2010.

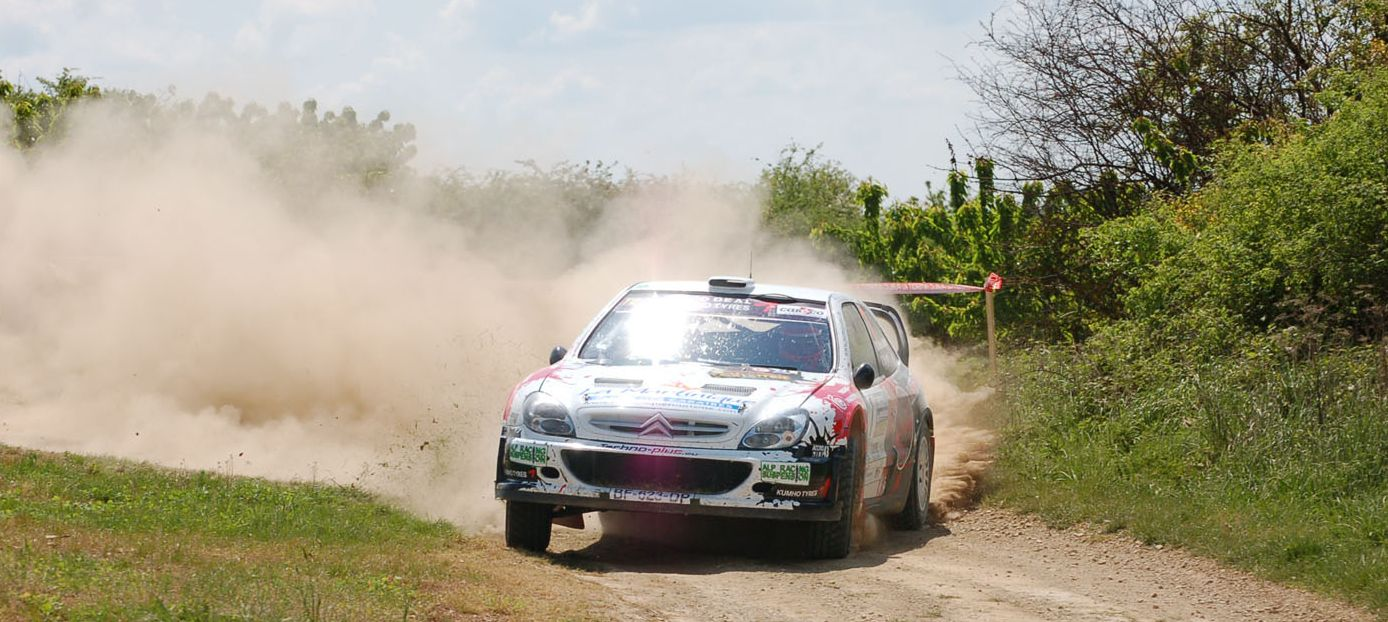
Simon Jean-Joseph en 2011.

| Année  | Champion                     | Voiture                                |
| ------ | ---------------------------- | -------------------------------------- |
| 2000   | Pierre Colard                | Seat Cordoba WRC (en)                  |
| 2001   | Jean-François Mourgues       | Subaru Impreza WRC                     |
| 2002   | Éric Rousset                 | Subaru Impreza WRC                     |
| 2002   | Gilbert Magaud               | Lancia Delta HF Integrale (6)          |
| 2003   | Jean-Pierre Richelmi (3)     | Ford Focus WRC                         |
| 2004   | Michel Sambourg              | Subaru Impreza WRC                     |
| 2005   | Jean-Marie Cuoq              | Peugeot 206 WRC                        |
| 2006   | Jean-Marie Cuoq              | Peugeot 307 WRC                        |
| 2007   | Jean-Marie Cuoq              | Peugeot 307 WRC                        |
| 2008   | Thomas Privé                 | Mitsubishi Lancer Evo                  |
| 2009   | Dominique Bruyneel           | Subaru Impreza WRC (6)                 |
| 2010   | Jean-Marie Cuoq              | Peugeot 307 WRC et Peugeot 206 WRC     |
| 2011   | Simon Jean-Joseph            | Peugeot 207 S2000 et Citroën Xsara WRC |
| 2012   | Germain Bonnefis             | Peugeot 207 S2000                      |
| 2013   | Jean-Marie Cuoq              | Citroën C4 WRC                         |
| 2014   | Jean-Marie Cuoq              | Citroën C4 WRC                         |
| 2015   | Jean-Marie Cuoq              | Citroën C4 WRC                         |
| 2016   | Jean-Marie Cuoq (8)          | Citroën C4 WRC                         |
| 2017   | Jordan Berfa                 | Hyundai i20 R5 (en)                    |
| 2018   | Sylvain Michel               | Škoda Fabia R5 (en)                    |
| 2019   | Lionel Baud                  | Citroën DS3 WRC                        |
| 2020   | Jean-Baptiste Franceschi     | Citroën C3 R5 (en)                     |
| 2021   | Cyrille Féraud               | Citroën C4 WRC                         |
| 2022   | Mathieu Franceschi           | Škoda Fabia Rally2 evo (en)            |
| 2023   | Jean-Baptiste Franceschi (2) | Škoda Fabia Rally2 evo                 |
| 2024   | Matthieu Margaillan          | Škoda Fabia RS Rally2                  |
| Source |                              |                                        |

### Championne de France

#### Pilotes
Un Challenge Annie Bousquet, en mémoire de la pilote disparue, fut créé par la FFSA pour récompenser la championne de France des rallyes. Créé en 1957 et interrompu en 1990, le Championnat de France des Rallyes Féminin est réactivé par la FFSA en 2014. Il est réservé aux équipages 100 % féminins et se déroule sur l'intégralité des épreuves inscrites au calendrier du championnat de France. 
- 1958 : Annie Soisbault ;
- 1959 : Annie Soisbault ;
- 1960 : Claudine Bouchet ;
- 1961 : Claudine Bouchet ;
- 1962 : Claudine Bouchet ;
- 1963 : Claudine Bouchet ;
- 1965 : Annie Wambergue ;
- 1966 : Claudine Trautmann ;
- 1967 : Marie-Pierre Palayer ;
- 1968 : Claudine Trautmann (National: Marie-Dominique Guichard) ;
- 1969 : Marie-Claude Charmasson (National: Marie-Dominique Guichard[35]) ;
- 1970 : Marie-Claude Charmasson ;
- 1971 : Marie-Claude Charmasson ;
- 1972 : Marie-Claude Charmasson ;
- 1973 : Anny-Charlotte Verney ;
- 1974 : Michèle Mouton ;
- 1975 : Michèle Mouton ;
- 1976 : Christine Dacremont ;
- 1977 : Michèle Mouton ;
- 1978 : Marianne Hoepfner ;
- 1985 : Patricia Bertapelle ;
- 1986 : Carole Vergnaud (terre) ;
- 1987 : Pascale Neyret ;
- 1988 : Christine Driano ;
- 1989 : Christine Driano ;
- 1990 : Christine Driano ;
- 1994 : Elisabeth de Fresquet ;
- 2005 :  Laurence Jacquet ;
- 2010 : Charlotte Berton ;
- 2011 : Charlotte Berton ;
- 2012 : Charlotte Berton ;
- 2013 : Charlotte Dalmasso ;
- 2014 : Charlotte Berton ;
- 2015 : Sophie Laurent ;
- 2016 : Charlotte Dalmasso ;
- 2017 : Allison Viano ;
- 2018 : Allison Viano ;
- 2019 : Pauline Dalmasso ;
- 2020 : Allison Viano[1] ;
- 2021 : Sarah Rumeau ;
- 2022 : Sarah Rumeau[36] ;
- 2023 :  Mireille Vidueira ;
- 2024 : Sarah Rumeau .

#### Copilotes
- 1963 : Claudine Bouchet ;
- 1970 : Michèle Véron ;
- 2003 : Caroline Escudéro ;
- 2011 : Martine Roché ;
- 2012 : Marielle Grandemange.

## Pilotes du championnat de France ayant un palmarès international
Liste non exhaustive, classée par années croissantes de naissance, de pilotes ayant participé au championnat de France et ayant un palmarès international :
- René Trautmann (1927-1997) ;
- Henri Greder (1930-2012) ;
- Bernard Consten (1932-2017) ;
- Robert Neyret (1934-) ;
- Jean-François Piot (1938-1980) ;
- Jean-Claude Andruet (1940-) ;
- Gérard Larrousse (1940-) ;
- Bernard Darniche (1942-) ;
- Jean-Pierre Nicolas (1945-) ;
- Jean Ragnotti (1945-) ;
- Jean-Luc Thérier (1945-2019) ;
- Bernard Béguin (1947-) ;
- Bruno Saby (1949-) ;
- Michèle Mouton (1951-) ;
- Pierre-César Baroni (1953-) ;
- Alain Oreille (1953-) ;
- Didier Auriol (1958-) ;
- Yves Loubet (1958-) ;
- Patrick Bernardini (1962-) ;
- François Delecour (1962-) ;
- Philippe Bugalski (1963-2012) ;
- Gilles Panizzi (1965-) ;
- Simon Jean-Joseph (1969-) ;
- Sébastien Loeb (1974-) ;
- Nicolas Bernardi (1976-) ;
- Nicolas Vouilloz (1976-) ;
- Brice Tirabassi (1977-) ;
- Bryan Bouffier (1978-) ;
- Sébastien Ogier (1983-);
- Éric Camilli (1987-);
- Yohan Rossel (1995-);
- Adrien Fourmaux (1995-);
- Nicolas Ciamin (1998-).

## Statistiques

### Nombre de victoires par pilote
(ère moderne, depuis l'orée des années 1970, fixée à 1967 par la refonte du championnat et la création alors du Challenge Claude Storez: un seul champion, et disparition définitive des indices correcteurs et des classements à handicap).
- 1 - Bernard Darniche : 44 victoires ;
- 2 - Yoann Bonato : 38 victoires ;
- 3 - Bernard Béguin : 36 victoires (dont 16 comptabilisées en championnat d'Europe) ;
- 4 - Jean-Claude Andruet : 33 victoires (dont 9 comptabilisées en ERC) ;
- 5 - Philippe Bugalski : 31 victoires (dont 9 comptabilisées en ERC) ;
- 6 - Guy Fréquelin : 24 victoires ;
- 7 - François Chatriot : 23 victoires ;
- 8 - Didier Auriol : 21 victoires ;
- 9 - Bruno Saby : 17 victoires ;
- 10 - Gérard Larrousse : 14 victoires ;
- 10 - Bernard Fiorentino : 14 victoires ;
- 10 - Jean Ragnotti : 14 victoires ;
- 13 - Jacques Henry : 13 victoires.

(record du nombre de victoires par saison pour Guy Fréquelin (10 en 1977), devant Bernard Darniche (9 en 1978) et Philippe Bugalski (9 en 1999) ;
et meilleur ratio victoires/nombre d'épreuves pour Philippe Bugalski en 1999 (9/10))

### Nombre de victoires par copilote
- Jean-Paul Chiaroni : 42 victoires ;
- Benjamin Boulloud : 38 victoires ;
- Alain Mahé : 32 victoires.

### Nombre de titres par copilote
- Jean-Paul Chiaroni : 5 (et 3 fois vice-champion)
- Benjamin Boulloud : 5 (et 2 fois vice-champion)

(N.b. : les copilotes ont longtemps reçu un Trophée des coéquipiers, avant l'obtention de leur propre championnat).

## Divers
- Autres championnats nationaux de rallyes remportés par des pilotes français :
  - Espagne : Bernard Tramont (1967, 1968) (2e 1975: Marc Etchebers) ;
  - Allemagne : Michèle Mouton (1986) ;
  - Pologne : Bryan Bouffier (2007, 2008, 2009) ;
  - Roumanie : François Delecour (2012, 2013) ;
  - Belgique : Stéphane Lefebvre (2022) ;
  - Grande-Bretagne : Adrien Fourmaux (2023).

- Autre championnat national de rallyes (terre) remporté par un pilote français :
  - Italie : Stéphane Consani (2019)[37].

- Autre championnat national de rallyes remporté par un copilote français :
  - Mexique : Jean-Noël Valdelièvre (1992, 1993 et 1994).

- Autre championnat national de rallyes (terre) remporté par un copilote français :
  - Espagne : Arielle Tramont (2006).